# قرار مجلس الأمن التابع للأمم المتحدة رقم 476
قرار مجلس الأمن التابع للأمم المتحدة رقم 476 المعتمد يوم 30 يونيو 1980 أعلن بطلان الاجراءات التي اتخذتها إسرائيل لتغيير طابع القدس و«يؤكد مجدداً أنه لا يجوز الاستيلاء على الأرض بالقوة، وإذ يضع في اعتباره الوضع الخاص في القدس، خصوصاً ضرورة حماية البعد الروحي والديني الفريد للأماكن المقدسة في المدينة والحفاظ على هذا البعد، وإذ يذكر باتفاقية جنيف الرابعة الموقعة في 12 أغسطس 1949، والمتعلقة بحماية المدنيين وقت الحرب، وإذ يشجب استمرار إسرائيل في تغيير المعالم المادية والتركيب الجغرافي والهيكل المؤسسي ووضع مدينة القدس الشريف».
اعتمد القرار بتصويت 14 لصالح وامتناع الولايات المتحدة.